# Argentina en la Copa América 2024
La selección de Argentina fue uno de los 16 equipos participantes en la Copa América 2024, torneo continental que se llevó a cabo entre el 20 de junio y el 14 de julio en los Estados Unidos. Fue la cuadragésima cuarta participación de Argentina.
Formó parte del grupo A, junto a Chile, Perú y Canadá.

## Preparación

### Partidos previos
Datos correspondientes al periodo entre la finalización de la Copa Mundial de Fútbol de 2022 y el inicio de la Copa América 2024
| Fecha                    | Lugar               | Competición   |           |                      | Resultado |                        |             |
| ------------------------ | ------------------- | ------------- | --------- | -------------------- | --------- | ---------------------- | ----------- |
| 23 de marzo de 2023      | Buenos Aires        | Amistoso      | Argentina | Bandera de Argentina | 2:0 (0:0) | Bandera de Panamá      | Panamá      |
| 28 de marzo de 2023      | Santiago del Estero | Amistoso      | Argentina | Bandera de Argentina | 7:0 (5:0) | Bandera de Curazao     | Curazao     |
| 15 de junio de 2023      | Pekín               | Amistoso      | Argentina | Bandera de Argentina | 2:0 (1:0) | Bandera de Australia   | Australia   |
| 19 de junio de 2023      | Yakarta             | Amistoso      | Indonesia | Bandera de Indonesia | 0:2 (0:1) | Bandera de Argentina   | Argentina   |
| 7 de septiembre de 2023  | Buenos Aires        | Eliminatorias | Argentina | Bandera de Argentina | 1:0 (0:0) | Bandera de Ecuador     | Ecuador     |
| 12 de septiembre de 2023 | La Paz              | Eliminatorias | Bolivia   | Bandera de Bolivia   | 0:3 (0:2) | Bandera de Argentina   | Argentina   |
| 12 de octubre de 2023    | Buenos Aires        | Eliminatorias | Argentina | Bandera de Argentina | 1:0 (1:0) | Bandera de Paraguay    | Paraguay    |
| 17 de octubre de 2023    | Lima                | Eliminatorias | Perú      | Bandera de Perú      | 0:2 (0:2) | Bandera de Argentina   | Argentina   |
| 16 de noviembre de 2023  | Buenos Aires        | Eliminatorias | Argentina | Bandera de Argentina | 0:2 (0:1) | Bandera de Uruguay     | Uruguay     |
| 21 de noviembre de 2023  | Río de Janeiro      | Eliminatorias | Brasil    | Bandera de Brasil    | 0:1 (0:0) | Bandera de Argentina   | Argentina   |
| 22 de marzo de 2024      | Filadelfia          | Amistoso      | Argentina | Bandera de Argentina | 3:0 (2:0) | Bandera de El Salvador | El Salvador |
| 26 de marzo de 2024      | Los Ángeles         | Amistoso      | Argentina | Bandera de Argentina | 3:1 (0:1) | Bandera de Costa Rica  | Costa Rica  |
| 9 de junio de 2024       | Chicago             | Amistoso      | Argentina | Bandera de Argentina | 1:0 (1:0) | Bandera de Ecuador     | Ecuador     |
| 14 de junio de 2024      | Landover            | Amistoso      | Argentina | Bandera de Argentina | 4:1 (2:1) | Bandera de Guatemala   | Guatemala   |

#### Argentina vs. Panamá
| 23 de marzo de 2023 | Argentina              | 2:0 (0:0) | Panamá | Estadio Monumental, Buenos Aires                               |                                                                |
| 20:30 (UTC-3)       | Almada 78' · Messi 89' | Reporte   |        | Asistencia: 83 214 espectadores Árbitro(s): Christian Ferreyra | Asistencia: 83 214 espectadores Árbitro(s): Christian Ferreyra |

| Uniformes | Uniformes |
| --------- | --------- |
|           |           |

#### Argentina vs. Curazao
| 28 de marzo de 2023                                                             | Argentina                                                                              | 7:0 (5:0) | Curazao | Estadio Único, Santiago del Estero                         |                                                            |
| 20:30 (UTC-3)                                                                   | Messi 20', 33', 37' · González 23' · Fernández 35' · Di María 78' (pen.) · Montiel 87' | Reporte   |         | Asistencia: 43 000 espectadores Árbitro(s): Gustavo Tejera | Asistencia: 43 000 espectadores Árbitro(s): Gustavo Tejera |
| En este partido, Lionel Messi llegó a los 100 goles con la selección argentina. |                                                                                        |           |         |                                                            |                                                            |

| Uniformes | Uniformes |
| --------- | --------- |
|           |           |

#### Argentina vs. Australia
| 15 de junio de 2023 | Argentina               | 2:0 (1:0) | Australia | Estadio de los Trabajadores, Pekín                  |                                                     |
| 20:00 (UTC+8)       | Messi 2' · Pezzella 68' | Reporte   |           | Asistencia: 68 000 espectadores Árbitro(s): Ma Ning | Asistencia: 68 000 espectadores Árbitro(s): Ma Ning |

| Uniformes | Uniformes |
| --------- | --------- |
|           |           |

#### Indonesia vs. Argentina
| 19 de junio de 2023 | Indonesia | 0:2 (0:1) | Argentina                | Estadio Gelora Bung Karno, Yakarta                      |                                                         |
| 19:30 (UTC+8)       |           | Reporte   | Paredes 38' · Romero 55' | Asistencia: 56 060 espectadores Árbitro(s): Usaid Jamal | Asistencia: 56 060 espectadores Árbitro(s): Usaid Jamal |

| Uniformes | Uniformes |
| --------- | --------- |
|           |           |

#### Argentina vs. Ecuador
| 7 de septiembre de 2023 | Argentina | 1:0 (0:0) | Ecuador | Estadio Monumental, Buenos Aires                                            |                                                                             |
| 21:00 (UTC-3)           | Messi 78' | Reporte   |         | Asistencia: 82 500 espectadores Árbitro(s): Wilmar Roldán VAR: Jhon Perdomo | Asistencia: 82 500 espectadores Árbitro(s): Wilmar Roldán VAR: Jhon Perdomo |

| Uniformes | Uniformes |
| --------- | --------- |
|           |           |

#### Bolivia vs. Argentina
| 12 de septiembre de 2023 | Bolivia | 0:3 (0:2) | Argentina                                     | Estadio Hernando Siles, La Paz                                                 |                                                                                |
| 16:00 (UTC-4)            |         | Reporte   | Fernández 31' · Tagliafico 42' · González 83' | Asistencia: 38 000 espectadores Árbitro(s): Esteban Ostojich VAR: Andrés Cunha | Asistencia: 38 000 espectadores Árbitro(s): Esteban Ostojich VAR: Andrés Cunha |

| Uniformes | Uniformes |
| --------- | --------- |
|           |           |

#### Argentina vs. Paraguay
| 12 de octubre de 2023 | Argentina   | 1:0 (1:0) | Paraguay | Estadio Monumental, Buenos Aires                                              |                                                                               |
| 21:00 (UTC-3)         | Otamendi 3' | Reporte   |          | Asistencia: 80 000 espectadores Árbitro(s): Raphael Claus VAR: Rodolpho Toski | Asistencia: 80 000 espectadores Árbitro(s): Raphael Claus VAR: Rodolpho Toski |

| Uniformes | Uniformes |
| --------- | --------- |
|           |           |

#### Perú vs. Argentina
| 17 de octubre de 2023 | Perú | 0:2 (0:2) | Argentina      | Estadio Nacional, Lima                                                          |                                                                                 |
| 21:00 (UTC-5)         |      | Reporte   | Messi 32', 42' | Asistencia: 37 675 espectadores Árbitro(s): Jesús Valenzuela VAR: Nicolás Gallo | Asistencia: 37 675 espectadores Árbitro(s): Jesús Valenzuela VAR: Nicolás Gallo |

| Uniformes | Uniformes |
| --------- | --------- |
|           |           |

#### Argentina vs. Uruguay
| 16 de noviembre de 2023 | Argentina | 0:2 (0:1) | Uruguay                | Estadio Alberto J. Armando, Buenos Aires                                   |                                                                            |
| 21:00 (UTC-3)           |           | Reporte   | Araújo 41' · Núñez 87' | Asistencia: 49 000 espectadores Árbitro(s): Wilmar Roldán VAR: Jhon Ospina | Asistencia: 49 000 espectadores Árbitro(s): Wilmar Roldán VAR: Jhon Ospina |

| Uniformes | Uniformes |
| --------- | --------- |
|           |           |

#### Brasil vs. Argentina
| 21 de noviembre de 2023 | Brasil | 0:1 (0:0) | Argentina    | Estadio Maracaná, Río de Janeiro                                      |                                                                       |
| 21:57 (UTC-3) |        | Reporte   | Otamendi 63' | Asistencia: 68 138 espectadores Árbitro(s): Piero Maza VAR: Juan Lara | Asistencia: 68 138 espectadores Árbitro(s): Piero Maza VAR: Juan Lara |
| El partido estaba programado para las 21:30, pero se retrasó por casi 30 minutos por un enfrentamiento entre la policía carioca y los aficionados. |        |           |              |                                                                       |                                                                       |

| Uniformes | Uniformes |
| --------- | --------- |
|           |           |

#### Argentina vs. El Salvador
| 22 de marzo de 2024 | Argentina                                 | 3:0 (2:0) | El Salvador | Lincoln Financial Field, Filadelfia                      |                                                          |
| 20:00 (UTC-4)       | Romero 16' · Fernández 42' · Lo Celso 52' | Reporte   |             | Asistencia: 13 500 espectadores Árbitro(s): Víctor Rivas | Asistencia: 13 500 espectadores Árbitro(s): Víctor Rivas |

| Uniformes | Uniformes |
| --------- | --------- |
|           |           |

#### Argentina vs. Costa Rica
| 26 de marzo de 2024 | Argentina                                      | 3:1 (0:1) | Costa Rica | Memorial Coliseum, Los Ángeles                              |                                                             |
| 19:50 (UTC-7)       | Di María 52' · Mac Allister 56' · Martínez 77' | Reporte   | Ugalde 34' | Asistencia: 20 000 espectadores Árbitro(s): Josef Mickelson | Asistencia: 20 000 espectadores Árbitro(s): Josef Mickelson |

| Uniformes | Uniformes |
| --------- | --------- |
|           |           |

#### Argentina vs. Ecuador
| 9 de junio de 2024 | Argentina    | 1:0 (1:0) | Ecuador | Soldier Field, Chicago                                   |                                                          |
| 18:00 (UTC-5)      | Di María 40' | Reporte   |         | Asistencia: 51 090 espectadores Árbitro(s): Drew Fischer | Asistencia: 51 090 espectadores Árbitro(s): Drew Fischer |

| Uniformes | Uniformes |
| --------- | --------- |
|           |           |

#### Argentina vs. Guatemala
| 14 de junio de 2024 | Argentina                                     | 4:1 (2:1) | Guatemala              | Commanders Field, Landover                                |                                                           |
| 19:00 (UTC-4)       | Messi 12', 77' · La. Martínez 39' (pen.), 66' | Reporte   | Li. Martínez 4' (a.g.) | Asistencia: 65 000 espectadores Árbitro(s): Joe Dickerson | Asistencia: 65 000 espectadores Árbitro(s): Joe Dickerson |

| Uniformes | Uniformes |
| --------- | --------- |
|           |           |

### Cobertura del torneo en Argentina

#### Televisión
| Canal              | Tipo de canal              | Partidos transmitidos                                                            | Relator en partidos de Argentina |
| ------------------ | -------------------------- | -------------------------------------------------------------------------------- | -------------------------------- |
| Televisión Pública | Señal abierta              | Partidos de Argentina                                                            | Pablo Giralt                     |
| Televisión Pública | Señal abierta              | Partidos de Argentina                                                            | Gustavo Kuffner                  |
| DSports            | Televisión por suscripción | Todos los partidos en vivo                                                       | Gustavo Kuffner                  |
| TyC Sports         | Televisión por suscripción | Partidos de Argentina, y varios otros de la fase de grupos y fase de eliminación | Hernán Feler                     |

## Uniforme

### Oficial
| Opción 1 | Opción 2 | Opción 3 | Opción 4 | Opción 5 | Opción 6 | Opción 7 | Opción 8 | Opción 9 |

### Alternativo
| Opción 1 | Opción 2 | Opción 3 | Opción 4 | Opción 5 | Opción 6 | Opción 7 | Opción 8 | Opción 9 |

### Portero
| Opción 1 | Opción 2 | Opción 3 | Opción 4 |

### Entrenamiento
|  |

### Cuerpo técnico
|  |

## Plantel

### Jugadores descartados
El 20 de mayo se haría pública la lista preliminar para los amistosos, de la cual 3 jugadores debieron ser recortados para alcanzar los 26 finales que jugarían la Copa América. La lista final se público el 15 de junio, posterior al partido con Guatemala. Los 3 descartados fueron los siguientes:
| N.º |                                         | Nombre           | Posición  | Edad    | PJ | G | Equipo                 | Equipo de debut        |
| --- | --------------------------------------- | ---------------- | --------- | ------- | -- | - | ---------------------- | ---------------------- |
| -   | Bandera de la Provincia de San Luis     | Leonardo Balerdi | Defensa   | 25 años | 2  | 0 | Olympique de Marsella  | Boca Juniors           |
| -   | Bandera de la Provincia de Buenos Aires | Valentín Barco   | Defensa   | 19 años | 2  | 0 | Brighton & Hove Albion | Boca Juniors           |
| -   | Bandera de la Provincia de Santa Fe     | Ángel Correa     | Delantero | 29 años | 25 | 3 | Atlético de Madrid     | San Lorenzo de Almagro |

### Lista final
Datos correspondientes al día de inicio del torneo
| N.º |                                         | Nombre                | Posición       | Edad    | PJ  | G   | Equipo             | Equipo de debut         |
| --- | --------------------------------------- | --------------------- | -------------- | ------- | --- | --- | ------------------ | ----------------------- |
| 1   | Bandera de la Provincia de Santa Fe     | Franco Armani         | Guardameta     | 37 años | 19  | 0   | River Plate        | Ferro Carril Oeste      |
| 12  | Bandera de la Provincia de Buenos Aires | Gerónimo Rulli        | Guardameta     | 32 años | 4   | 0   | Ajax               | Estudiantes de La Plata |
| 23  | Bandera de la Provincia de Buenos Aires | Emiliano Martínez     | Guardameta     | 31 años | 39  | 0   | Aston Villa        | Oxford United           |
| 2   | Bandera de la Provincia de Buenos Aires | Lucas Martínez Quarta | Defensa        | 28 años | 14  | 0   | Fiorentina         | River Plate             |
| 3   | Bandera de la Provincia de Buenos Aires | Nicolás Tagliafico    | Defensa        | 31 años | 57  | 1   | Olympique Lyonnais | Banfield                |
| 4   | Bandera de la Provincia de Buenos Aires | Gonzalo Montiel       | Defensa        | 27 años | 26  | 1   | Nottingham Forest  | River Plate             |
| 6   | Bandera de la Provincia de Buenos Aires | Germán Pezzella       | Defensa        | 32 años | 40  | 3   | Real Betis         | River Plate             |
| 8   | Bandera de la Provincia del Neuquén     | Marcos Acuña          | Defensa        | 32 años | 57  | 0   | Sevilla            | Ferro Carril Oeste      |
| 13  | Bandera de la Provincia de Córdoba      | Cristian Romero       | Defensa        | 26 años | 31  | 3   | Tottenham Hotspur  | Belgrano                |
| 19  | Bandera de la Ciudad de Buenos Aires    | Nicolás Otamendi      | Defensa        | 36 años | 112 | 6   | S. L. Benfica      | Vélez Sarsfield         |
| 25  | Bandera de la Provincia de Entre Ríos   | Lisandro Martínez     | Defensa        | 26 años | 18  | 0   | Manchester United  | Newell's Old Boys       |
| 26  | Bandera de la Provincia de Córdoba      | Nahuel Molina         | Defensa        | 26 años | 38  | 1   | Atlético de Madrid | Boca Juniors            |
| 5   | Bandera de la Provincia de Buenos Aires | Leandro Paredes       | Centrocampista | 29 años | 62  | 5   | Roma               | Boca Juniors            |
| 7   | Bandera de la Provincia de Buenos Aires | Rodrigo de Paul       | Centrocampista | 30 años | 64  | 2   | Atlético de Madrid | Racing Club             |
| 14  | Bandera de la Provincia de Tucumán      | Exequiel Palacios     | Centrocampista | 25 años | 29  | 0   | Bayer Leverkusen   | River Plate             |
| 16  | Bandera de la Provincia de Santa Fe     | Giovani Lo Celso      | Centrocampista | 28 años | 52  | 3   | Tottenham Hotspur  | Rosario Central         |
| 17  | Bandera de España                       | Alejandro Garnacho    | Centrocampista | 19 años | 5   | 0   | Manchester United  | Manchester United       |
| 18  | Bandera de la Provincia de Buenos Aires | Guido Rodríguez       | Centrocampista | 30 años | 29  | 1   | Real Betis         | River Plate             |
| 20  | Bandera de la Provincia de La Pampa     | Alexis Mac Allister   | Centrocampista | 25 años | 26  | 2   | Liverpool          | Argentinos Juniors      |
| 21  | Bandera de la Ciudad de Buenos Aires    | Valentín Carboni      | Centrocampista | 19 años | 2   | 0   | Monza              | Internazionale          |
| 24  | Bandera de la Provincia de Buenos Aires | Enzo Fernández        | Centrocampista | 23 años | 23  | 4   | Chelsea            | River Plate             |
| 9   | Bandera de la Provincia de Córdoba      | Julián Álvarez        | Delantero      | 24 años | 31  | 7   | Manchester City    | River Plate             |
| 10  | Bandera de la Provincia de Santa Fe     | Lionel Messi          | Delantero      | 36 años | 182 | 108 | Inter Miami        | Barcelona               |
| 11  | Bandera de la Provincia de Santa Fe     | Ángel Di María        | Delantero      | 36 años | 140 | 31  | S. L. Benfica      | Rosario Central         |
| 15  | Bandera de la Provincia de Buenos Aires | Nicolás González      | Delantero      | 26 años | 34  | 5   | Fiorentina         | Argentinos Juniors      |
| 22  | Bandera de la Provincia de Buenos Aires | Lautaro Martínez      | Delantero      | 26 años | 58  | 24  | Internazionale     | Racing Club             |
|     | Bandera de la Provincia de Santa Fe     | Lionel Scaloni        | Entrenador     | 46 años |     |     |                    |                         |
|     | Bandera de la Provincia de Córdoba      | Walter Samuel         | Entrenador     | 46 años |     |     |                    |                         |

#### Jugadores por liga
| Liga             | Jugadores aportados |
| ---------------- | ------------------- |
| Premier League   | 9                   |
| LaLiga           | 5                   |
| Serie A          | 5                   |
| Primeira Liga    | 2                   |
| Bundesliga       | 1                   |
| Eredivisie       | 1                   |
| Liga Profesional | 1                   |
| Ligue 1          | 1                   |
| MLS              | 1                   |

#### Jugadores por provincia
| Provincia                       | Jugadores aportados |
| ------------------------------- | ------------------- |
| Buenos Aires                    | 12                  |
| Santa Fe                        | 4                   |
| Córdoba                         | 3                   |
| Ciudad Autónoma de Buenos Aires | 2                   |
| Entre Ríos                      | 1                   |
| La Pampa                        | 1                   |
| Neuquén                         | 1                   |
| Tucumán                         | 1                   |
| Extranjero                      | 1                   |

## Participación

### Partidos
| Fecha       | Lugar           | Instancia        |           |                      | Resultado             |                      |           |
| ----------- | --------------- | ---------------- | --------- | -------------------- | --------------------- | -------------------- | --------- |
| 20 de junio | Atlanta         | Fase de grupos   | Argentina | Bandera de Argentina | 2:0 (0:0)             | Bandera de Canadá    | Canadá    |
| 25 de junio | East Rutherford | Fase de grupos   | Chile     | Bandera de Chile     | 0:1 (0:0)             | Bandera de Argentina | Argentina |
| 29 de junio | Miami Gardens   | Fase de grupos   | Argentina | Bandera de Argentina | 2:0 (0:0)             | Bandera de Perú      | Perú      |
| 4 de julio  | Houston         | Cuartos de final | Argentina | Bandera de Argentina | 1:1 (1:0) (4:2 p.)    | Bandera de Ecuador   | Ecuador   |
| 9 de julio  | East Rutherford | Semifinal        | Argentina | Bandera de Argentina | 2:0 (1:0)             | Bandera de Canadá    | Canadá    |
| 14 de julio | Miami Gardens   | Final            | Argentina | Bandera de Argentina | 1:0 (0:0, 0:0) (t.s.) | Bandera de Colombia  | Colombia  |

### Primera fase - Grupo A
| Selección | Pts | PJ | PG | PE | PP | GF | GC | Dif |
| --------- | --- | -- | -- | -- | -- | -- | -- | --- |
| Argentina | 9   | 3  | 3  | 0  | 0  | 5  | 0  | 5   |
| Canadá    | 4   | 3  | 1  | 1  | 1  | 1  | 2  | −1  |
| Chile     | 2   | 3  | 0  | 2  | 1  | 0  | 1  | −1  |
| Perú      | 1   | 3  | 0  | 1  | 2  | 0  | 3  | −3  |

|  | Clasificados a los cuartos de final. |

#### Argentina vs. Canadá
| 20 de junio   | Argentina                      | 2:0 (0:0) | Canadá | Mercedes-Benz Stadium, Atlanta                                                    |                                                                                   |
| 20:00 (UTC-4) | Álvarez 49' · La. Martínez 88' | Reporte   |        | Asistencia: 70 564 espectadores Árbitro(s): Jesús Valenzuela VAR: Leodán González | Asistencia: 70 564 espectadores Árbitro(s): Jesús Valenzuela VAR: Leodán González |

| 23         | Guardameta     | Emiliano Martínez   |     |
| 8          | Defensa        | Marcos Acuña        | 89' |
| 13         | Defensa        | Cristian Romero     |     |
| 25         | Defensa        | Lisandro Martínez   |     |
| 26         | Defensa        | Nahuel Molina       | 89' |
| 5          | Centrocampista | Leandro Paredes     | 77' |
| 7          | Centrocampista | Rodrigo de Paul     |     |
| 11         | Centrocampista | Ángel Di María      | 68' |
| 20         | Centrocampista | Alexis Mac Allister |     |
| 9          | Delantero      | Julián Álvarez      | 76' |
| 10         | Delantero      | Lionel Messi        |     |
| Entrenador | Entrenador     | Lionel Scaloni      |     |

| 16         | Guardameta     | Maxime Crépeau    |     |
| 2          | Defensa        | Alistair Johnston |     |
| 13         | Defensa        | Derek Cornelius   |     |
| 15         | Defensa        | Moïse Bombito     |     |
| 19         | Defensa        | Alphonso Davies   |     |
| 7          | Centrocampista | Stephen Eustáquio |     |
| 8          | Centrocampista | Ismaël Koné       | 85' |
| 17         | Centrocampista | Tajon Buchanan    | 59' |
| 23         | Centrocampista | Liam Millar       | 85' |
| 9          | Delantero      | Cyle Larin        |     |
| 10         | Delantero      | Jonathan David    | 80' |
| Entrenador | Entrenador     | Jesse Marsch      |     |

| 16 | Centrocampista | Giovani Lo Celso   | 68' |
| 22 | Delantero      | Lautaro Martínez   | 76' |
| 19 | Defensa        | Nicolás Otamendi   | 77' |
| 3  | Defensa        | Nicolás Tagliafico | 89' |
| 4  | Defensa        | Gonzalo Montiel    | 89' |

| 14 | Delantero      | Jacob Shaffelburg  | 59' |
| 22 | Defensa        | Richie Laryea      | 80' |
| 12 | Delantero      | Jacen Russell-Rowe | 85' |
| 21 | Centrocampista | Jonathan Osorio    | 85' |

| Anotado | 49' | Julián Álvarez   | 1:0 |
| Anotado | 88' | Lautaro Martínez | 2:0 |

| Amonestado | 61'   | Rodrigo De Paul  |
| Amonestado | 90+1' | Giovani Lo Celso |

| Amonestado | 81'   | Ismaël Koné     |
| Amonestado | 90+5' | Derek Cornelius |

| Árbitro             | Jesús Valenzuela    |
| Árbitros asistentes | Jorge Urrego        |
| Árbitros asistentes | Lubin Torrealba     |
| Cuarto árbitro      | Iván Barton         |
| Quinto árbitro      | David Morán         |
| VAR                 | Leodán González     |
| Adicional VAR       | Richard Trinidad    |
| Asesor de árbitros  | Manuel Bernal       |
| Quality Mánager     | Emerson de Carvalho |

| 23         | Guardameta     | Emiliano Martínez   |     |
| 8          | Defensa        | Marcos Acuña        | 89' |
| 13         | Defensa        | Cristian Romero     |     |
| 25         | Defensa        | Lisandro Martínez   |     |
| 26         | Defensa        | Nahuel Molina       | 89' |
| 5          | Centrocampista | Leandro Paredes     | 77' |
| 7          | Centrocampista | Rodrigo de Paul     |     |
| 11         | Centrocampista | Ángel Di María      | 68' |
| 20         | Centrocampista | Alexis Mac Allister |     |
| 9          | Delantero      | Julián Álvarez      | 76' |
| 10         | Delantero      | Lionel Messi        |     |
| Entrenador | Entrenador     | Lionel Scaloni      |     |

| 16         | Guardameta     | Maxime Crépeau    |     |
| 2          | Defensa        | Alistair Johnston |     |
| 13         | Defensa        | Derek Cornelius   |     |
| 15         | Defensa        | Moïse Bombito     |     |
| 19         | Defensa        | Alphonso Davies   |     |
| 7          | Centrocampista | Stephen Eustáquio |     |
| 8          | Centrocampista | Ismaël Koné       | 85' |
| 17         | Centrocampista | Tajon Buchanan    | 59' |
| 23         | Centrocampista | Liam Millar       | 85' |
| 9          | Delantero      | Cyle Larin        |     |
| 10         | Delantero      | Jonathan David    | 80' |
| Entrenador | Entrenador     | Jesse Marsch      |     |

| 16 | Centrocampista | Giovani Lo Celso   | 68' |
| 22 | Delantero      | Lautaro Martínez   | 76' |
| 19 | Defensa        | Nicolás Otamendi   | 77' |
| 3  | Defensa        | Nicolás Tagliafico | 89' |
| 4  | Defensa        | Gonzalo Montiel    | 89' |

| 14 | Delantero      | Jacob Shaffelburg  | 59' |
| 22 | Defensa        | Richie Laryea      | 80' |
| 12 | Delantero      | Jacen Russell-Rowe | 85' |
| 21 | Centrocampista | Jonathan Osorio    | 85' |

| Anotado | 49' | Julián Álvarez   | 1:0 |
| Anotado | 88' | Lautaro Martínez | 2:0 |

| Amonestado | 61'   | Rodrigo De Paul  |
| Amonestado | 90+1' | Giovani Lo Celso |

| Amonestado | 81'   | Ismaël Koné     |
| Amonestado | 90+5' | Derek Cornelius |

| Árbitro             | Jesús Valenzuela    |
| Árbitros asistentes | Jorge Urrego        |
| Árbitros asistentes | Lubin Torrealba     |
| Cuarto árbitro      | Iván Barton         |
| Quinto árbitro      | David Morán         |
| VAR                 | Leodán González     |
| Adicional VAR       | Richard Trinidad    |
| Asesor de árbitros  | Manuel Bernal       |
| Quality Mánager     | Emerson de Carvalho |

| Estadísticas      | Bandera de Argentina | Bandera de Canadá |
| Tiros             | 19                   | 10                |
| Tiros a puerta    | 9                    | 2                 |
| Faltas            | 15                   | 9                 |
| Saques de esquina | 7                    | 4                 |
| Penaltis          | 0                    | 0                 |
| Fueras de juego   | 1                    | 1                 |
| Posesión de balón | 65%                  | 35%               |

#### Chile vs. Argentina
| 25 de junio   | Chile | 0:1 (0:0) | Argentina        | MetLife Stadium, East Rutherford                                            |                                                                             |
| 21:00 (UTC-4) |       | Reporte   | La. Martínez 88' | Asistencia: 81 106 espectadores Árbitro(s): Andrés Matonte VAR: Carlos Orbe | Asistencia: 81 106 espectadores Árbitro(s): Andrés Matonte VAR: Carlos Orbe |

| 1          | Guardameta     | Claudio Bravo      |     |
| 2          | Defensa        | Gabriel Suazo      |     |
| 4          | Defensa        | Mauricio Isla      | 87' |
| 5          | Defensa        | Paulo Díaz         |     |
| 16         | Defensa        | Igor Lichnovsky    |     |
| 8          | Centrocampista | Darío Osorio       |     |
| 9          | Centrocampista | Víctor Dávila      |     |
| 10         | Centrocampista | Alexis Sánchez     | 66' |
| 13         | Centrocampista | Erick Pulgar       | 76' |
| 18         | Centrocampista | Rodrigo Echeverría |     |
| 11         | Delantero      | Eduardo Vargas     | 87' |
| Entrenador | Entrenador     | Ricardo Gareca     |     |

| 23         | Guardameta     | Emiliano Martínez   |     |
| 3          | Defensa        | Nicolás Tagliafico  | 83' |
| 13         | Defensa        | Cristian Romero     |     |
| 25         | Defensa        | Lisandro Martínez   |     |
| 26         | Defensa        | Nahuel Molina       | 83' |
| 7          | Centrocampista | Rodrigo de Paul     |     |
| 15         | Centrocampista | Nicolás González    | 73' |
| 20         | Centrocampista | Alexis Mac Allister |     |
| 24         | Centrocampista | Enzo Fernández      | 64' |
| 9          | Delantero      | Julián Álvarez      | 73' |
| 10         | Delantero      | Lionel Messi        |     |
| Entrenador | Entrenador     | Lionel Scaloni      |     |

| 19 | Delantero      | Marcos Bolados    | 66' |
| 7  | Centrocampista | Marcelino Núñez   | 76' |
| 22 | Delantero      | Ben Brereton      | 87' |
| 26 | Defensa        | Nicolás Fernández | 87' |

| 16 | Centrocampista | Giovani Lo Celso | 64' |
| 11 | Delantero      | Ángel Di María   | 73' |
| 22 | Delantero      | Lautaro Martínez | 73' |
| 4  | Defensa        | Gonzalo Montiel  | 83' |
| 8  | Defensa        | Marcos Acuña     | 83' |

| Anotado | 88' | Lautaro Martínez | 0:1 |

| Amonestado | 55' | Gabriel Suazo |
| Amonestado | 82' | Mauricio Isla |

| Árbitro             | Andrés Matonte    |
| Árbitros asistentes | Nicolás Tarán     |
| Árbitros asistentes | Carlos Barreiro   |
| Cuarto árbitro      | Gustavo Tejera    |
| Quinto árbitro      | Pablo Llarena     |
| VAR                 | Carlos Orbe       |
| Adicional VAR       | Christian Lescano |
| Asesor de árbitros  | Leonel Leal       |
| Quality Mánager     | Pericles Cortez   |

| 1          | Guardameta     | Claudio Bravo      |     |
| 2          | Defensa        | Gabriel Suazo      |     |
| 4          | Defensa        | Mauricio Isla      | 87' |
| 5          | Defensa        | Paulo Díaz         |     |
| 16         | Defensa        | Igor Lichnovsky    |     |
| 8          | Centrocampista | Darío Osorio       |     |
| 9          | Centrocampista | Víctor Dávila      |     |
| 10         | Centrocampista | Alexis Sánchez     | 66' |
| 13         | Centrocampista | Erick Pulgar       | 76' |
| 18         | Centrocampista | Rodrigo Echeverría |     |
| 11         | Delantero      | Eduardo Vargas     | 87' |
| Entrenador | Entrenador     | Ricardo Gareca     |     |

| 23         | Guardameta     | Emiliano Martínez   |     |
| 3          | Defensa        | Nicolás Tagliafico  | 83' |
| 13         | Defensa        | Cristian Romero     |     |
| 25         | Defensa        | Lisandro Martínez   |     |
| 26         | Defensa        | Nahuel Molina       | 83' |
| 7          | Centrocampista | Rodrigo de Paul     |     |
| 15         | Centrocampista | Nicolás González    | 73' |
| 20         | Centrocampista | Alexis Mac Allister |     |
| 24         | Centrocampista | Enzo Fernández      | 64' |
| 9          | Delantero      | Julián Álvarez      | 73' |
| 10         | Delantero      | Lionel Messi        |     |
| Entrenador | Entrenador     | Lionel Scaloni      |     |

| 19 | Delantero      | Marcos Bolados    | 66' |
| 7  | Centrocampista | Marcelino Núñez   | 76' |
| 22 | Delantero      | Ben Brereton      | 87' |
| 26 | Defensa        | Nicolás Fernández | 87' |

| 16 | Centrocampista | Giovani Lo Celso | 64' |
| 11 | Delantero      | Ángel Di María   | 73' |
| 22 | Delantero      | Lautaro Martínez | 73' |
| 4  | Defensa        | Gonzalo Montiel  | 83' |
| 8  | Defensa        | Marcos Acuña     | 83' |

| Anotado | 88' | Lautaro Martínez | 0:1 |

| Amonestado | 55' | Gabriel Suazo |
| Amonestado | 82' | Mauricio Isla |

| Árbitro             | Andrés Matonte    |
| Árbitros asistentes | Nicolás Tarán     |
| Árbitros asistentes | Carlos Barreiro   |
| Cuarto árbitro      | Gustavo Tejera    |
| Quinto árbitro      | Pablo Llarena     |
| VAR                 | Carlos Orbe       |
| Adicional VAR       | Christian Lescano |
| Asesor de árbitros  | Leonel Leal       |
| Quality Mánager     | Pericles Cortez   |

| Estadísticas      | Bandera de Chile | Bandera de Argentina |
| Tiros             | 3                | 22                   |
| Tiros a puerta    | 3                | 9                    |
| Faltas            | 12               | 9                    |
| Saques de esquina | 0                | 11                   |
| Penaltis          | 0                | 0                    |
| Fueras de juego   | 1                | 1                    |
| Posesión de balón | 39%              | 61%                  |

#### Argentina vs. Perú
| 29 de junio   | Argentina            | 2:0 (0:0) | Perú | Hard Rock Stadium, Miami Gardens                                               |                                                                                |
| 20:00 (UTC-4) | L. Martínez 47', 86' | Reporte   |      | Asistencia: 64 972 espectadores Árbitro(s): César Ramos VAR: Guillermo Pacheco | Asistencia: 64 972 espectadores Árbitro(s): César Ramos VAR: Guillermo Pacheco |

| 23         | Guardameta     | Emiliano Martínez  |     |
| 3          | Defensa        | Nicolás Tagliafico |     |
| 19         | Defensa        | Nicolás Otamendi   |     |
| 6          | Defensa        | Germán Pezzella    | 83' |
| 4          | Defensa        | Gonzalo Montiel    |     |
| 5          | Centrocampista | Leandro Paredes    | 77' |
| 14         | Centrocampista | Exequiel Palacios  |     |
| 16         | Centrocampista | Giovani Lo Celso   | 66' |
| 11         | Delantero      | Ángel Di María     | 77' |
| 17         | Delantero      | Alejandro Garnacho | 66' |
| 22         | Delantero      | Lautaro Martínez   |     |
| Entrenador | Entrenador     | Walter Samuel      |     |

| 1          | Guardameta     | Pedro Gallese     |     |
| 3          | Defensa        | Aldo Corzo        |     |
| 5          | Defensa        | Carlos Zambrano   |     |
| 22         | Defensa        | Alexander Callens |     |
| 6          | Centrocampista | Marcos López      | 77' |
| 8          | Centrocampista | Sergio Peña       |     |
| 11         | Centrocampista | Bryan Reyna       | 63' |
| 16         | Centrocampista | Wilder Cartagena  | 46' |
| 19         | Centrocampista | Oliver Sonne      |     |
| 20         | Centrocampista | Edison Flores     | 56' |
| 9          | Delantero      | Paolo Guerrero    | 56' |
| Entrenador | Entrenador     | Jorge Fossati     |     |

| 15 | Delantero      | Nicolás González      | 66' |
| 24 | Centrocampista | Enzo Fernández        | 66' |
| 18 | Centrocampista | Guido Rodríguez       | 77' |
| 21 | Centrocampista | Valentín Carboni      | 77' |
| 2  | Defensa        | Lucas Martínez Quarta | 83' |

| 13 | Centrocampista | Jesús Castillo    | 46' |
| 14 | Delantero      | Gianluca Lapadula | 56' |
| 24 | Delantero      | José Rivera       | 56' |
| 26 | Delantero      | Franco Zanelatto  | 63' |
| 10 | Centrocampista | Christian Cueva   | 77' |

| Anotado | 47' | Lautaro Martínez | 1:0 |
| Anotado | 86' | Lautaro Martínez | 2:0 |

| Amonestado | 67' | Leandro Paredes |

| Amonestado | 28'   | Paolo Guerrero   |
| Amonestado | 36'   | Wilder Cartagena |
| Amonestado | 53'   | Edison Flores    |
| Amonestado | 88'   | Carlos Zambrano  |
| Amonestado | 90+4' | Sergio Peña      |

| Árbitro             | César Ramos       |
| Árbitros asistentes | Alberto Morín     |
| Árbitros asistentes | Marco Bisguerra   |
| Cuarto árbitro      | Alexis Herrera    |
| Quinto árbitro      | Lubín Torrealba   |
| VAR                 | Guillermo Pacheco |
| Adicional VAR       | Erick Miranda     |
| Asesor de árbitros  | Regildenia Moura  |
| Quality Mánager     | Wilson Lamouroux  |

| 23         | Guardameta     | Emiliano Martínez  |     |
| 3          | Defensa        | Nicolás Tagliafico |     |
| 19         | Defensa        | Nicolás Otamendi   |     |
| 6          | Defensa        | Germán Pezzella    | 83' |
| 4          | Defensa        | Gonzalo Montiel    |     |
| 5          | Centrocampista | Leandro Paredes    | 77' |
| 14         | Centrocampista | Exequiel Palacios  |     |
| 16         | Centrocampista | Giovani Lo Celso   | 66' |
| 11         | Delantero      | Ángel Di María     | 77' |
| 17         | Delantero      | Alejandro Garnacho | 66' |
| 22         | Delantero      | Lautaro Martínez   |     |
| Entrenador | Entrenador     | Walter Samuel      |     |

| 1          | Guardameta     | Pedro Gallese     |     |
| 3          | Defensa        | Aldo Corzo        |     |
| 5          | Defensa        | Carlos Zambrano   |     |
| 22         | Defensa        | Alexander Callens |     |
| 6          | Centrocampista | Marcos López      | 77' |
| 8          | Centrocampista | Sergio Peña       |     |
| 11         | Centrocampista | Bryan Reyna       | 63' |
| 16         | Centrocampista | Wilder Cartagena  | 46' |
| 19         | Centrocampista | Oliver Sonne      |     |
| 20         | Centrocampista | Edison Flores     | 56' |
| 9          | Delantero      | Paolo Guerrero    | 56' |
| Entrenador | Entrenador     | Jorge Fossati     |     |

| 15 | Delantero      | Nicolás González      | 66' |
| 24 | Centrocampista | Enzo Fernández        | 66' |
| 18 | Centrocampista | Guido Rodríguez       | 77' |
| 21 | Centrocampista | Valentín Carboni      | 77' |
| 2  | Defensa        | Lucas Martínez Quarta | 83' |

| 13 | Centrocampista | Jesús Castillo    | 46' |
| 14 | Delantero      | Gianluca Lapadula | 56' |
| 24 | Delantero      | José Rivera       | 56' |
| 26 | Delantero      | Franco Zanelatto  | 63' |
| 10 | Centrocampista | Christian Cueva   | 77' |

| Anotado | 47' | Lautaro Martínez | 1:0 |
| Anotado | 86' | Lautaro Martínez | 2:0 |

| Amonestado | 67' | Leandro Paredes |

| Amonestado | 28'   | Paolo Guerrero   |
| Amonestado | 36'   | Wilder Cartagena |
| Amonestado | 53'   | Edison Flores    |
| Amonestado | 88'   | Carlos Zambrano  |
| Amonestado | 90+4' | Sergio Peña      |

| Árbitro             | César Ramos       |
| Árbitros asistentes | Alberto Morín     |
| Árbitros asistentes | Marco Bisguerra   |
| Cuarto árbitro      | Alexis Herrera    |
| Quinto árbitro      | Lubín Torrealba   |
| VAR                 | Guillermo Pacheco |
| Adicional VAR       | Erick Miranda     |
| Asesor de árbitros  | Regildenia Moura  |
| Quality Mánager     | Wilson Lamouroux  |

| Estadísticas      | Bandera de Argentina | Bandera de Perú |
| Tiros             | 12                   | 6               |
| Tiros a puerta    | 6                    | 1               |
| Faltas            | 11                   | 20              |
| Saques de esquina | 6                    | 3               |
| Penaltis          | 1                    | 0               |
| Fueras de juego   | 3                    | 1               |
| Posesión de balón | 74%                  | 26%             |

### Cuartos de final

#### Argentina vs. Ecuador
| 4 de julio    | Argentina                                           | 1:1 (1:0) (4:2 p.)         | Ecuador                            | Estadio NRG, Houston                                                            |                                                                                 |
| 20:00 (UTC-5) | Li. Martínez 35'                                    | Reporte                    | Rodríguez 90+1'                    | Asistencia: 69 456 espectadores Árbitro(s): Andrés Matonte VAR: Leodán González | Asistencia: 69 456 espectadores Árbitro(s): Andrés Matonte VAR: Leodán González |
|               |                                                     | Tiros desde el punto penal |                                    |                                                                                 |                                                                                 |
|               | Messi · Álvarez · Mac Allister · Montiel · Otamendi |                            | Mena · Minda · Yeboah · J. Caicedo |                                                                                 |                                                                                 |

| 23         | Guardameta     | Emiliano Martínez   |       |
| 3          | Defensa        | Nicolás Tagliafico  |       |
| 13         | Defensa        | Cristian Romero     |       |
| 25         | Defensa        | Lisandro Martínez   | 78'   |
| 26         | Defensa        | Nahuel Molina       | 90+5' |
| 7          | Centrocampista | Rodrigo de Paul     |       |
| 15         | Centrocampista | Nicolás González    |       |
| 20         | Centrocampista | Alexis Mac Allister |       |
| 24         | Centrocampista | Enzo Fernández      | 78'   |
| 10         | Delantero      | Lionel Messi        |       |
| 22         | Delantero      | Lautaro Martínez    | 65'   |
| Entrenador | Entrenador     | Lionel Scaloni      |       |

| 22         | Guardameta     | Alexander Domínguez |     |
| 2          | Defensa        | Félix Torres        |     |
| 3          | Defensa        | Piero Hincapié      |     |
| 6          | Defensa        | Willian Pacho       |     |
| 17         | Defensa        | Angelo Preciado     |     |
| 8          | Centrocampista | Carlos Gruezo       | 79' |
| 10         | Centrocampista | Kendry Páez         | 76' |
| 16         | Centrocampista | Jeremy Sarmiento    | 76' |
| 21         | Centrocampista | Alan Franco         | 87' |
| 23         | Centrocampista | Moisés Caicedo      |     |
| 13         | Delantero      | Enner Valencia      | 80' |
| Entrenador | Entrenador     | Félix Sánchez Bas   |     |

| 9  | Delantero      | Julián Álvarez   | 65'   |
| 3  | Defensa        | Nicolás Otamendi | 78'   |
| 16 | Centrocampista | Giovani Lo Celso | 78'   |
| 4  | Defensa        | Gonzalo Montiel  | 90+5' |

| 11 | Delantero      | Kevin Rodríguez | 76' |
| 14 | Delantero      | Alan Minda      | 76' |
| 9  | Centrocampista | John Yeboah     | 79' |
| 15 | Centrocampista | Ángel Mena      | 80' |
| 19 | Delantero      | Jordy Caicedo   | 87' |

| Anotado | 35' | Lisandro Martínez | 1:0 |

| Anotado | 90+1' | Kevin Rodríguez | 1:1 |

| Lionel Messi        | Fallo de penal (travesaño) | 0:0 |                          |               |
|                     |                            | 0:0 | Fallo de penal (atajado) | Ángel Mena    |
| Julián Álvarez      | Acierto de penal           | 1:0 |                          |               |
|                     |                            | 1:0 | Fallo de penal (atajado) | Alan Minda    |
| Alexis Mac Allister | Acierto de penal           | 2:0 |                          |               |
|                     |                            | 2:1 | Acierto de penal         | John Yeboah   |
| Gonzalo Montiel     | Acierto de penal           | 3:1 |                          |               |
|                     |                            | 3:2 | Acierto de penal         | Jordy Caicedo |
| Nicolás Otamendi    | Acierto de penal           | 4:2 |                          |               |

| Amonestado | 77' | Nicolás González   |
| Amonestado | 81' | Nicolás Tagliafico |

| Amonestado | 30' | Enner Valencia |
| Amonestado | 75' | Moisés Caicedo |

| Árbitro             | Andrés Matonte     |
| Árbitros asistentes | Nicolás Tarán      |
| Árbitros asistentes | Martín Soppi       |
| Cuarto árbitro      | Gustavo Tejera     |
| Quinto árbitro      | Pablo Llarena      |
| VAR                 | Leodán González    |
| Adicionales VAR     | Richard Trinidad   |
| Adicionales VAR     | Christian Ferreyra |
| Asesor de árbitros  | Manuel Bernal      |
| Quality Mánager     | Víctor Carrillo    |

| 23         | Guardameta     | Emiliano Martínez   |       |
| 3          | Defensa        | Nicolás Tagliafico  |       |
| 13         | Defensa        | Cristian Romero     |       |
| 25         | Defensa        | Lisandro Martínez   | 78'   |
| 26         | Defensa        | Nahuel Molina       | 90+5' |
| 7          | Centrocampista | Rodrigo de Paul     |       |
| 15         | Centrocampista | Nicolás González    |       |
| 20         | Centrocampista | Alexis Mac Allister |       |
| 24         | Centrocampista | Enzo Fernández      | 78'   |
| 10         | Delantero      | Lionel Messi        |       |
| 22         | Delantero      | Lautaro Martínez    | 65'   |
| Entrenador | Entrenador     | Lionel Scaloni      |       |

| 22         | Guardameta     | Alexander Domínguez |     |
| 2          | Defensa        | Félix Torres        |     |
| 3          | Defensa        | Piero Hincapié      |     |
| 6          | Defensa        | Willian Pacho       |     |
| 17         | Defensa        | Angelo Preciado     |     |
| 8          | Centrocampista | Carlos Gruezo       | 79' |
| 10         | Centrocampista | Kendry Páez         | 76' |
| 16         | Centrocampista | Jeremy Sarmiento    | 76' |
| 21         | Centrocampista | Alan Franco         | 87' |
| 23         | Centrocampista | Moisés Caicedo      |     |
| 13         | Delantero      | Enner Valencia      | 80' |
| Entrenador | Entrenador     | Félix Sánchez Bas   |     |

| 9  | Delantero      | Julián Álvarez   | 65'   |
| 3  | Defensa        | Nicolás Otamendi | 78'   |
| 16 | Centrocampista | Giovani Lo Celso | 78'   |
| 4  | Defensa        | Gonzalo Montiel  | 90+5' |

| 11 | Delantero      | Kevin Rodríguez | 76' |
| 14 | Delantero      | Alan Minda      | 76' |
| 9  | Centrocampista | John Yeboah     | 79' |
| 15 | Centrocampista | Ángel Mena      | 80' |
| 19 | Delantero      | Jordy Caicedo   | 87' |

| Anotado | 35' | Lisandro Martínez | 1:0 |

| Anotado | 90+1' | Kevin Rodríguez | 1:1 |

| Lionel Messi        | Fallo de penal (travesaño) | 0:0 |                          |               |
|                     |                            | 0:0 | Fallo de penal (atajado) | Ángel Mena    |
| Julián Álvarez      | Acierto de penal           | 1:0 |                          |               |
|                     |                            | 1:0 | Fallo de penal (atajado) | Alan Minda    |
| Alexis Mac Allister | Acierto de penal           | 2:0 |                          |               |
|                     |                            | 2:1 | Acierto de penal         | John Yeboah   |
| Gonzalo Montiel     | Acierto de penal           | 3:1 |                          |               |
|                     |                            | 3:2 | Acierto de penal         | Jordy Caicedo |
| Nicolás Otamendi    | Acierto de penal           | 4:2 |                          |               |

| Amonestado | 77' | Nicolás González   |
| Amonestado | 81' | Nicolás Tagliafico |

| Amonestado | 30' | Enner Valencia |
| Amonestado | 75' | Moisés Caicedo |

| Árbitro             | Andrés Matonte     |
| Árbitros asistentes | Nicolás Tarán      |
| Árbitros asistentes | Martín Soppi       |
| Cuarto árbitro      | Gustavo Tejera     |
| Quinto árbitro      | Pablo Llarena      |
| VAR                 | Leodán González    |
| Adicionales VAR     | Richard Trinidad   |
| Adicionales VAR     | Christian Ferreyra |
| Asesor de árbitros  | Manuel Bernal      |
| Quality Mánager     | Víctor Carrillo    |

| Estadísticas      | Bandera de Argentina | Bandera de Ecuador |
| Tiros             | 8                    | 9                  |
| Tiros a puerta    | 2                    | 2                  |
| Faltas            | 13                   | 14                 |
| Saques de esquina | 2                    | 5                  |
| Penaltis          | 0                    | 1                  |
| Fueras de juego   | 2                    | 1                  |
| Posesión de balón | 51%                  | 49%                |

### Semifinal

#### Argentina vs. Canadá
| 9 de julio    | Argentina               | 2:0 (1:0) | Canadá | MetLife Stadium, East Rutherford                                      |                                                                       |
| 20:00 (UTC-4) | Álvarez 22' · Messi 51' | Reporte   |        | Asistencia: 80 102 espectadores Árbitro(s): Piero Maza VAR: Juan Lara | Asistencia: 80 102 espectadores Árbitro(s): Piero Maza VAR: Juan Lara |

| 23         | Guardameta     | Emiliano Martínez   |     |
| 3          | Defensa        | Nicolás Tagliafico  | 64' |
| 4          | Defensa        | Gonzalo Montiel     | 71' |
| 13         | Defensa        | Cristian Romero     |     |
| 25         | Defensa        | Lisandro Martínez   |     |
| 7          | Centrocampista | Rodrigo de Paul     |     |
| 11         | Centrocampista | Ángel Di María      | 78' |
| 20         | Centrocampista | Alexis Mac Allister | 78' |
| 24         | Centrocampista | Enzo Fernández      |     |
| 9          | Delantero      | Julián Álvarez      | 78' |
| 10         | Delantero      | Lionel Messi        |     |
| Entrenador | Entrenador     | Lionel Scaloni      |     |

| 16         | Guardameta     | Maxime Crépeau    |     |
| 2          | Defensa        | Alistair Johnston |     |
| 13         | Defensa        | Derek Cornelius   |     |
| 15         | Defensa        | Moïse Bombito     |     |
| 19         | Defensa        | Alphonso Davies   | 71' |
| 7          | Centrocampista | Stephen Eustáquio | 72' |
| 8          | Centrocampista | Ismaël Koné       |     |
| 14         | Centrocampista | Jacob Shaffelburg | 55' |
| 22         | Centrocampista | Richie Laryea     | 55' |
| 9          | Delantero      | Cyle Larin        |     |
| 10         | Delantero      | Jonathan David    | 64' |
| Entrenador | Entrenador     | Jesse Marsch      |     |

| 19 | Defensa        | Nicolás Otamendi  | 64' |
| 26 | Defensa        | Nahuel Molina     | 71' |
| 14 | Centrocampista | Exequiel Palacios | 78' |
| 15 | Delantero      | Nicolás González  | 78' |
| 22 | Delantero      | Lautaro Martínez  | 78' |

| 20 | Centrocampista | Ali Ahmed         | 55' |
| 23 | Delantero      | Liam Millar       | 55' |
| 25 | Delantero      | Tani Oluwaseyi    | 64' |
| 21 | Centrocampista | Jonathan Osorio   | 71' |
| 24 | Centrocampista | Mathieu Choinière | 72' |

| Anotado | 22' | Julián Álvarez | 1:0 |
| Anotado | 51' | Lionel Messi   | 2:0 |

| Amonestado | 88' | Nahuel Molina |

| Amonestado | 32' | Jonathan David    |
| Amonestado | 63' | Stephen Eustáquio |
| Amonestado | 79' | Ismaël Koné       |

| Árbitro             | Piero Maza       |
| Árbitros asistentes | Claudio Urrutia  |
| Árbitros asistentes | José Retamal     |
| Cuarto árbitro      | Cristián Garay   |
| Quinto árbitro      | Juan Serrano     |
| VAR                 | Juan Lara        |
| Adicionales VAR     | Edson Cisternas  |
| Adicionales VAR     | Augusto Menéndez |
| Adicionales VAR     | Rodrigo Carvajal |
| Asesor de árbitros  | Manuel Bernal    |
| Quality Mánager     | Luis Vera        |

| 23         | Guardameta     | Emiliano Martínez   |     |
| 3          | Defensa        | Nicolás Tagliafico  | 64' |
| 4          | Defensa        | Gonzalo Montiel     | 71' |
| 13         | Defensa        | Cristian Romero     |     |
| 25         | Defensa        | Lisandro Martínez   |     |
| 7          | Centrocampista | Rodrigo de Paul     |     |
| 11         | Centrocampista | Ángel Di María      | 78' |
| 20         | Centrocampista | Alexis Mac Allister | 78' |
| 24         | Centrocampista | Enzo Fernández      |     |
| 9          | Delantero      | Julián Álvarez      | 78' |
| 10         | Delantero      | Lionel Messi        |     |
| Entrenador | Entrenador     | Lionel Scaloni      |     |

| 16         | Guardameta     | Maxime Crépeau    |     |
| 2          | Defensa        | Alistair Johnston |     |
| 13         | Defensa        | Derek Cornelius   |     |
| 15         | Defensa        | Moïse Bombito     |     |
| 19         | Defensa        | Alphonso Davies   | 71' |
| 7          | Centrocampista | Stephen Eustáquio | 72' |
| 8          | Centrocampista | Ismaël Koné       |     |
| 14         | Centrocampista | Jacob Shaffelburg | 55' |
| 22         | Centrocampista | Richie Laryea     | 55' |
| 9          | Delantero      | Cyle Larin        |     |
| 10         | Delantero      | Jonathan David    | 64' |
| Entrenador | Entrenador     | Jesse Marsch      |     |

| 19 | Defensa        | Nicolás Otamendi  | 64' |
| 26 | Defensa        | Nahuel Molina     | 71' |
| 14 | Centrocampista | Exequiel Palacios | 78' |
| 15 | Delantero      | Nicolás González  | 78' |
| 22 | Delantero      | Lautaro Martínez  | 78' |

| 20 | Centrocampista | Ali Ahmed         | 55' |
| 23 | Delantero      | Liam Millar       | 55' |
| 25 | Delantero      | Tani Oluwaseyi    | 64' |
| 21 | Centrocampista | Jonathan Osorio   | 71' |
| 24 | Centrocampista | Mathieu Choinière | 72' |

| Anotado | 22' | Julián Álvarez | 1:0 |
| Anotado | 51' | Lionel Messi   | 2:0 |

| Amonestado | 88' | Nahuel Molina |

| Amonestado | 32' | Jonathan David    |
| Amonestado | 63' | Stephen Eustáquio |
| Amonestado | 79' | Ismaël Koné       |

| Árbitro             | Piero Maza       |
| Árbitros asistentes | Claudio Urrutia  |
| Árbitros asistentes | José Retamal     |
| Cuarto árbitro      | Cristián Garay   |
| Quinto árbitro      | Juan Serrano     |
| VAR                 | Juan Lara        |
| Adicionales VAR     | Edson Cisternas  |
| Adicionales VAR     | Augusto Menéndez |
| Adicionales VAR     | Rodrigo Carvajal |
| Asesor de árbitros  | Manuel Bernal    |
| Quality Mánager     | Luis Vera        |

| Estadísticas      | Bandera de Argentina | Bandera de Canadá |
| Tiros             | 11                   | 9                 |
| Tiros a puerta    | 3                    | 2                 |
| Faltas            | 5                    | 15                |
| Saques de esquina | 2                    | 2                 |
| Penaltis          | 0                    | 0                 |
| Fueras de juego   | 2                    | 0                 |
| Posesión de balón | 51%                  | 49%               |

### Final

#### Argentina vs. Colombia
| 14 de julio | Argentina         | 1:0 (0:0, 0:0) (t. s.) | Colombia | Hard Rock Stadium, Miami Gardens                                              |                                                                               |
| 21:22 (UTC-4) | La. Martínez 112' | Reporte                |          | Asistencia: 65 300 espectadores Árbitro(s): Raphael Claus VAR: Rodolpho Toski | Asistencia: 65 300 espectadores Árbitro(s): Raphael Claus VAR: Rodolpho Toski |
| La hora de inicio del partido estaba pactada para las 20:30 horas (UTC-4), sin embargo se pospuso hasta en dos ocasiones debido a las problemáticas de seguridad originadas por el acceso irregular de una multitud de aficionados, permitido por los responsables de las entradas, ocasionando situaciones de sobrecupo, bloqueo en zonas de desalojo, entre otras. |                   |                        |          |                                                                               |                                                                               |

| 23         | Guardameta     | Emiliano Martínez   |      |
| 3          | Defensa        | Nicolás Tagliafico  |      |
| 4          | Defensa        | Gonzalo Montiel     | 72'  |
| 13         | Defensa        | Cristian Romero     |      |
| 25         | Defensa        | Lisandro Martínez   |      |
| 7          | Centrocampista | Rodrigo de Paul     |      |
| 11         | Centrocampista | Ángel Di María      | 117' |
| 20         | Centrocampista | Alexis Mac Allister | 97'  |
| 24         | Centrocampista | Enzo Fernández      | 97'  |
| 9          | Delantero      | Julián Álvarez      | 97'  |
| 10         | Delantero      | Lionel Messi        | 66'  |
| Entrenador | Entrenador     | Lionel Scaloni      |      |

| 12         | Guardameta     | Camilo Vargas    |      |
| 2          | Defensa        | Carlos Cuesta    |      |
| 4          | Defensa        | Santiago Arias   |      |
| 17         | Defensa        | Johan Mojica     |      |
| 23         | Defensa        | Davinson Sánchez |      |
| 6          | Centrocampista | Richard Ríos     | 89'  |
| 11         | Centrocampista | Jhon Arias       | 106' |
| 16         | Centrocampista | Jefferson Lerma  | 106' |
| 7          | Delantero      | Luis Díaz        | 106' |
| 10         | Delantero      | James Rodríguez  | 91'  |
| 24         | Delantero      | Jhon Córdoba     | 89'  |
| Entrenador | Entrenador     | Néstor Lorenzo   |      |

| 15 | Delantero      | Nicolás González | 66'  |
| 26 | Defensa        | Nahuel Molina    | 72'  |
| 5  | Centrocampista | Leandro Paredes  | 97'  |
| 16 | Centrocampista | Giovani Lo Celso | 97'  |
| 22 | Delantero      | Lautaro Martínez | 97'  |
| 19 | Defensa        | Nicolás Otamendi | 117' |

| 5  | Centrocampista | Kevin Castaño          | 89'  |
| 19 | Delantero      | Rafael Santos Borré    | 89'  |
| 20 | Centrocampista | Juan Fernando Quintero | 91'  |
| 8  | Centrocampista | Jorge Carrascal        | 106' |
| 9  | Delantero      | Miguel Borja           | 106' |
| 15 | Centrocampista | Mateus Uribe           | 106' |

| Anotado | 112' | Lautaro Martínez | 1:0 |

| Amonestado | 61'  | Alexis Mac Allister |
| Amonestado | 118' | Giovani Lo Celso    |

| Amonestado | 27'  | Jhon Córdoba |
| Amonestado | 115' | Miguel Borja |

| Árbitro             | Raphael Claus    |
| Árbitros asistentes | Bruno Pires      |
| Árbitros asistentes | Rodrigo Correa   |
| Cuarto árbitro      | Juan Benítez     |
| Quinto árbitro      | Eduardo Cardozo  |
| VAR                 | Rodolpho Toski   |
| Adicionales VAR     | Danilo Manis     |
| Adicionales VAR     | Daniel Nobre     |
| Adicionales VAR     | Pablo Gonçalves  |
| Asesor de árbitros  | Carlos Pastorino |
| Quality Mánager     | Víctor Carrillo  |

| 23         | Guardameta     | Emiliano Martínez   |      |
| 3          | Defensa        | Nicolás Tagliafico  |      |
| 4          | Defensa        | Gonzalo Montiel     | 72'  |
| 13         | Defensa        | Cristian Romero     |      |
| 25         | Defensa        | Lisandro Martínez   |      |
| 7          | Centrocampista | Rodrigo de Paul     |      |
| 11         | Centrocampista | Ángel Di María      | 117' |
| 20         | Centrocampista | Alexis Mac Allister | 97'  |
| 24         | Centrocampista | Enzo Fernández      | 97'  |
| 9          | Delantero      | Julián Álvarez      | 97'  |
| 10         | Delantero      | Lionel Messi        | 66'  |
| Entrenador | Entrenador     | Lionel Scaloni      |      |

| 12         | Guardameta     | Camilo Vargas    |      |
| 2          | Defensa        | Carlos Cuesta    |      |
| 4          | Defensa        | Santiago Arias   |      |
| 17         | Defensa        | Johan Mojica     |      |
| 23         | Defensa        | Davinson Sánchez |      |
| 6          | Centrocampista | Richard Ríos     | 89'  |
| 11         | Centrocampista | Jhon Arias       | 106' |
| 16         | Centrocampista | Jefferson Lerma  | 106' |
| 7          | Delantero      | Luis Díaz        | 106' |
| 10         | Delantero      | James Rodríguez  | 91'  |
| 24         | Delantero      | Jhon Córdoba     | 89'  |
| Entrenador | Entrenador     | Néstor Lorenzo   |      |

| 15 | Delantero      | Nicolás González | 66'  |
| 26 | Defensa        | Nahuel Molina    | 72'  |
| 5  | Centrocampista | Leandro Paredes  | 97'  |
| 16 | Centrocampista | Giovani Lo Celso | 97'  |
| 22 | Delantero      | Lautaro Martínez | 97'  |
| 19 | Defensa        | Nicolás Otamendi | 117' |

| 5  | Centrocampista | Kevin Castaño          | 89'  |
| 19 | Delantero      | Rafael Santos Borré    | 89'  |
| 20 | Centrocampista | Juan Fernando Quintero | 91'  |
| 8  | Centrocampista | Jorge Carrascal        | 106' |
| 9  | Delantero      | Miguel Borja           | 106' |
| 15 | Centrocampista | Mateus Uribe           | 106' |

| Anotado | 112' | Lautaro Martínez | 1:0 |

| Amonestado | 61'  | Alexis Mac Allister |
| Amonestado | 118' | Giovani Lo Celso    |

| Amonestado | 27'  | Jhon Córdoba |
| Amonestado | 115' | Miguel Borja |

| Árbitro             | Raphael Claus    |
| Árbitros asistentes | Bruno Pires      |
| Árbitros asistentes | Rodrigo Correa   |
| Cuarto árbitro      | Juan Benítez     |
| Quinto árbitro      | Eduardo Cardozo  |
| VAR                 | Rodolpho Toski   |
| Adicionales VAR     | Danilo Manis     |
| Adicionales VAR     | Daniel Nobre     |
| Adicionales VAR     | Pablo Gonçalves  |
| Asesor de árbitros  | Carlos Pastorino |
| Quality Mánager     | Víctor Carrillo  |

| Estadísticas      | Bandera de Argentina | Bandera de Colombia |
| Tiros             | 11                   | 18                  |
| Tiros a puerta    | 6                    | 4                   |
| Faltas            | 8                    | 18                  |
| Saques de esquina | 4                    | 7                   |
| Penaltis          | 0                    | 0                   |
| Fueras de juego   | 2                    | 1                   |
| Posesión de balón | 44%                  | 56%                 |

## Resultado
|                                |
| Bandera de Argentina           |
| Campeón Argentina 16.to título |

## Estadísticas

### Goleadores
| #     | Jugador           | Anotado | PJ | Prom. | Jugada | Cabeza | Tiro libre | Penal |
| ----- | ----------------- | ------- | -- | ----- | ------ | ------ | ---------- | ----- |
| 1     | Lautaro Martínez  | 5       | 6  | 0.83  | 5      | 0      | 0          | 0     |
| 2     | Julián Álvarez    | 2       | 5  | 0.4   | 2      | 0      | 0          | 0     |
| 3     | Lionel Messi      | 1       | 5  | 0.2   | 1      | 0      | 0          | 0     |
| 3     | Lisandro Martínez | 1       | 5  | 0.2   | 0      | 1      | 0          | 0     |
| Total | Total             | 9       | 6  | 1.5   | 8      | 1      | 0          | 0     |

### Asistencias
| N.°   | Jugador             | Asistencia | Jugada | Cabeza | TL | SdE |
| ----- | ------------------- | ---------- | ------ | ------ | -- | --- |
| 1     | Alexis Mac Allister | 2          | 1      | 0      | 0  | 1   |
| 2     | Lionel Messi        | 1          | 1      | 0      | 0  | 0   |
| 2     | Ángel Di María      | 1          | 1      | 0      | 0  | 0   |
| 2     | Rodrigo de Paul     | 1          | 1      | 0      | 0  | 0   |
| 2     | Enzo Fernández      | 1          | 1      | 0      | 0  | 0   |
| 2     | Giovani Lo Celso    | 1          | 1      | 0      | 0  | 0   |
| Total | Total               | 7          | 6      | 0      | 0  | 1   |